# عبد الله هرتلي
عبد الله بن عبد العزيز بن خضر الأربيلي الشافعي (بالكردي: عەبدوڵڵا ھەرتەلی) ولد في 1 يوليو 1955 في قرية هرتل من قضاء الرانية في محافظة السليمانية ممن عائلة متدينة مشهورة بالتقوى والصلاح، بدأ بدراسة العلوم الشرعية في المدارس الدينية في مدن وقرى إقليم كردستان العراق،  فقرأ العلوم العقليّة والنقليّة عند جمع كبير من العلماء حتى صار عالماً جهبذاً مؤهلاً للتدريس والفتوى في العلوم الشرعيّة، وكانت له مكانة مرموقة  بين أوساط شعبه، وكان معروفاً بالورع والتّواضع زاهداً عن الدنيا وأهلها بعيداً عن الأحزاب والسياسة ناطقاً بالحق لا يخاف في الله لومة لائم، وكان عالماً ربانيّاً ذا غيرة شديدة على الدين, متمسكاً بمذهب الشافعيّ في الفقه والأشعريّ في العقيدة.

## حياته الشخصية
وكان يقضي وقته بين التأليف والتدريس للطلاب والقراءة والإجابة على أسئلة السائلين مباشرة أو عبر الاتصال على الهاتف وقد تكون هذه الأسئلة من عوام الناس وقد تكون من طلاب العلم بل من العلماء فإنه المرجع لهم جميعا في الإقليم وأحيانا يستشار من خارج العراق فهو عندهم شافعيهم، وهو مع هذا إمام مسجده في الصلوات، وكان يزور المدارس الأخرى والمشايخ فيها وينصح طلابها، ويلقي المحاضرات في المناسبات الدينية، أصيب بمرض السرطان وانتشر في جسمه كله وتوفي به في يوم الثلاثاء 7 أبريل 2020.

## مكانة العلمية وشيوخه
بدأ الشيخ دراسته في القرية التي ولد فيها حتى أكمل القرآن الكريم وشيئا من الكتب البدائية ثم رحل إلى أربيل حيث العلم والعلماء وكان عمره يومئذ أحد عشر عاما أو أكثر بقليل فأكمل الدراسة في مدارس (حجرات) أربيل عند مشايخها المعروفين في ذاك الوقت منهم
- الشيخ عبد الله الزيخاني
- الشيخ سيد محمد البيرداوودي
- الشيخ بهاء الدين الخطي
- الشيخ خضر الشمامري وغيرهم

حتى أكمل الدراسة لمنهج العلماء آنذاك في أواخر السبعينيات.

## أولاد
للشيخ ثلاثة أولاد كلهم ذكور كما يلي:
- ملا محمد
- أحمد
- عبد الرحمن

## إنجازاته العلمية

### مؤلفاته
مؤلفات الشيخ كلها باللغة الكردية وذلك لأن الشيخ يعلم أن المكتبة العربية غنية ويوجد من العلماء من يقوم بسد الحاجة فيه، وكتبه تنقسم إلى قسمين:
القسم الأول: شروح لكتب العلماء
- شرح منهاج الطالبين للإمام النووي في خمسة مجلدات.
- شرح متن (غاية الاختصار) المعروف ب فتح القريب.
- شرح العقيدة الطحاوية لأبي جعفر الطحاوي.
- شرح الأربعين النووية للإمام النووي.
- شرح البردة للإمام البوصيري.

وهذه الكتب كلها مطبوعة عدة طبعات بآلاف النسخ تداولها طلاب العلم في العراق وخارج العراق.
القسم الثاني من مؤلفاته
- العقيدة الإسلامية على منهج أهل السنة والجماعة.
- ورود من حديقة الإسلام هدية للشاب اليافع.
- منظومة الإيمان والإسلام.
- كيفية الحج والعمرة.
- السيرة النبوية.

### دروسه الصوتية
لقد قام الشيخ بخدمة أخرى للعلم من خلال تسجيله لدروس خاصة غير الدروس التي يسجلها الطلاب له أثناء الدرس.
- قام الشيخ رحمه الله بشرح منهاج الطالبين للنووي تسجيلا صوتيا في 277 درسا في 185 ساعة يتبين لمن يستمع لهذا الشرح تمكن الشيخ في المذهب ومعرفته بأدلة المذهب.
- وشرح جمع الجوامع للسبكي بشرح المحلي حتى بلغ كتاب القياس ولكنه لم يتم لمرضه وانشغاله.